# Apterocis hystrix
Apterocis hystrix är en skalbaggsart som beskrevs av Perkins 1900. Apterocis hystrix ingår i släktet Apterocis och familjen trädsvampborrare. Inga underarter finns listade i Catalogue of Life.